# Anonymus Valesianus
Anonymus Valesianus néven két ismeretlen szerző művét, több más töredékkel együtt jelentette meg a szövegek első kiadója, Henri de Valois (1636-os kiadás). Henri de Valois kiadása egy feltehetően Veronából származó, 8-9. századi kéziratgyűjtemény részleteit tartalmazza.  A kéziratgyűjtemény kalandos úton jutott el több tulajdonoson keresztül 1887-ben Berlinbe, ahol jelenleg a Német Állami Könyvtárban Codex Berolinensis Phillipps 1885 jelzetű gyűjtemény néven őrzik. 
Az Anonymus Valesianusként ismert elnevezés mellett 1939-től az Excerpta Valesiana megnevezés is feltűnt. E néven adta ki 1961-ben Jacques Moreau a kritikai kiadást. Jelenleg mindkét név használata elfogadott.

## Anonymus Valesianus Prior
Az egyik ismeretlen szerzőjű munka, az Anonymus Valesianus Prior. Valamikor a 4. században írta meg művét a pogány érzésű, feltehetően hadvezér-szerző Origo Constantini imperatoris címen, melyben I. Constantinus császár életét, hatalomra kerülését ábrázolja röviden, helyenként élményszerűen, mintha ő maga is részt vett volna az eseményekben.

## Anonymus Valesianus Posterior
A Berlinben őrzött 9. századi Codex Berolinensis jelzetű gyűjteményben az egyik kivonat tetején az „item ex libris chronicorum inter cetera” olvasható, ami  Anonymus Pars Posteriorja. Azaz a másik ismeretlen szerzőjű mű.
1681-ben Henri de Valois testvére, Hadrian az Ammianus Marcellinus történelmi munkájának új kiadásába újraszerkesztette Anonymus másik művét is, a Pars posteriort, ami valójában ekkortól vált el a többi korábban már megjelentetett töredékektől.
Az Anonymus Valesianus Posterior, az ugyancsak ismeretlen, feltehetően észak-itáliai szerző tollából valamikor a 6. században keletkezett, és Odovacar és Theoderich itáliai uralmát tárgyalja a 474-526 közötti években.